# Zeche Nachtigall (Essen)
Die Zeche Nachtigall in Essen-Kupferdreh ist ein ehemaliges Steinkohlenbergwerk. Das Bergwerk befand sich im Bereich des Deilbachtals und hat eine über 90-jährige Geschichte. Die Zeche Nachtigall gehörte zu den Gründungsmitgliedern des Vereins für Bergbauliche Interessen.

## Bergwerksgeschichte
Bereits vor der Inbetriebnahme im Jahr 1784 wurde im Bereich des Deibachtales in fünf Flözen Kohle abgebaut. Am 5. November des Jahres 1831 wurde ein Längenfeld verliehen. Im Jahr 1854 wurde eine Gewerkschaft gegründet. Zu diesem Zeitpunkt umfasste die Berechtsame die beiden Längenfelder Nachtigall und Nachtigall I. Im vierten Quartal des Jahres 1857 wurde das Bergwerk in Betrieb genommen. In diesem Jahr wurden 52 ½ preußische Tonnen Steinkohle gefördert. Im Jahr 1858 wurde der Bahnanschluss zur Prinz Wilhelm-Bahn fertiggestellt. In diesem Jahr wurden von 35 Bergleuten 18.946 Scheffel Steinkohle gefördert. In den Jahren 1861 bis 1865 war das Bergwerk in Betrieb, jedoch wurde nur im Jahr 1861 nachweislich Abbau betrieben. Im Jahr 1866 wurde das Bergwerk stillgelegt. Im Jahr 1869 wurde es wieder in Betrieb genommen. In diesem Jahr wurden von drei Bergleuten 849 Tonnen Steinkohle gefördert. Um das Jahr 1875 wurde die Zeche Nachtigall von der Zeche Victoria übernommen.